# هربرت تايلور
هربرت تايلور (22 فبراير 1910 - 20 أبريل 1993) (بالإنجليزية: Herbert Taylor)‏ هو لاعب كريكت بريطاني (وحمل سابقاً جنسية المملكة المتحدة لبريطانيا العظمى وأيرلندا).